# 유영 (필량후)
유영(劉嬰, ? ~ ?)은 전한 중기의 제후로, 광천혜왕의 아들이다.

## 행적
원삭 3년(기원전 126년), 필량후(畢梁侯)에 봉해졌다.
원봉 3년(기원전 108년) 또는 4년(기원전 107년), 범인을 숨겨준 죄로 귀신에 처하고 작위가 박탈되었다.

## 출전
- 사마천, 《사기》 권21 건원이래왕자후자연표
- 반고, 《한서》 권15상 왕자후표 上